# شرايين جسرية
شرايين جسرية (بالإنجليزية: Pontine arteries)‏‏ هو شريان يتفرعُ من شريان قاعدي."VI. The Arteries. 4. The Arteries of the Upper Extremity. a. The Subclavian Artery. Gray, Henry. 1918. Anatomy of the Human Body". مؤرشف من الأصل في 2019-03-12. اطلع عليه بتاريخ 2015-05-05.